# Портерс Нек (Северна Каролина)
Портерс Нек (енгл. Porters Neck) насељено је место без административног статуса у америчкој савезној држави Северна Каролина.

## Демографија
По попису из 2010. године број становника је 6.204.
| Група             | 2000.    | 2010.         |
| Белци             | 0 (0,0%) | 5.626 (90,7%) |
| Афроамериканци    | 0 (0,0%) | 239 (3,9%)    |
| Азијати           | 0 (0,0%) | 123 (2,0%)    |
| Хиспаноамериканци | 0 (0,0%) | 137 (2,2%)    |
| Укупно            | 0        | 6.204         |